# Modelljärnväg

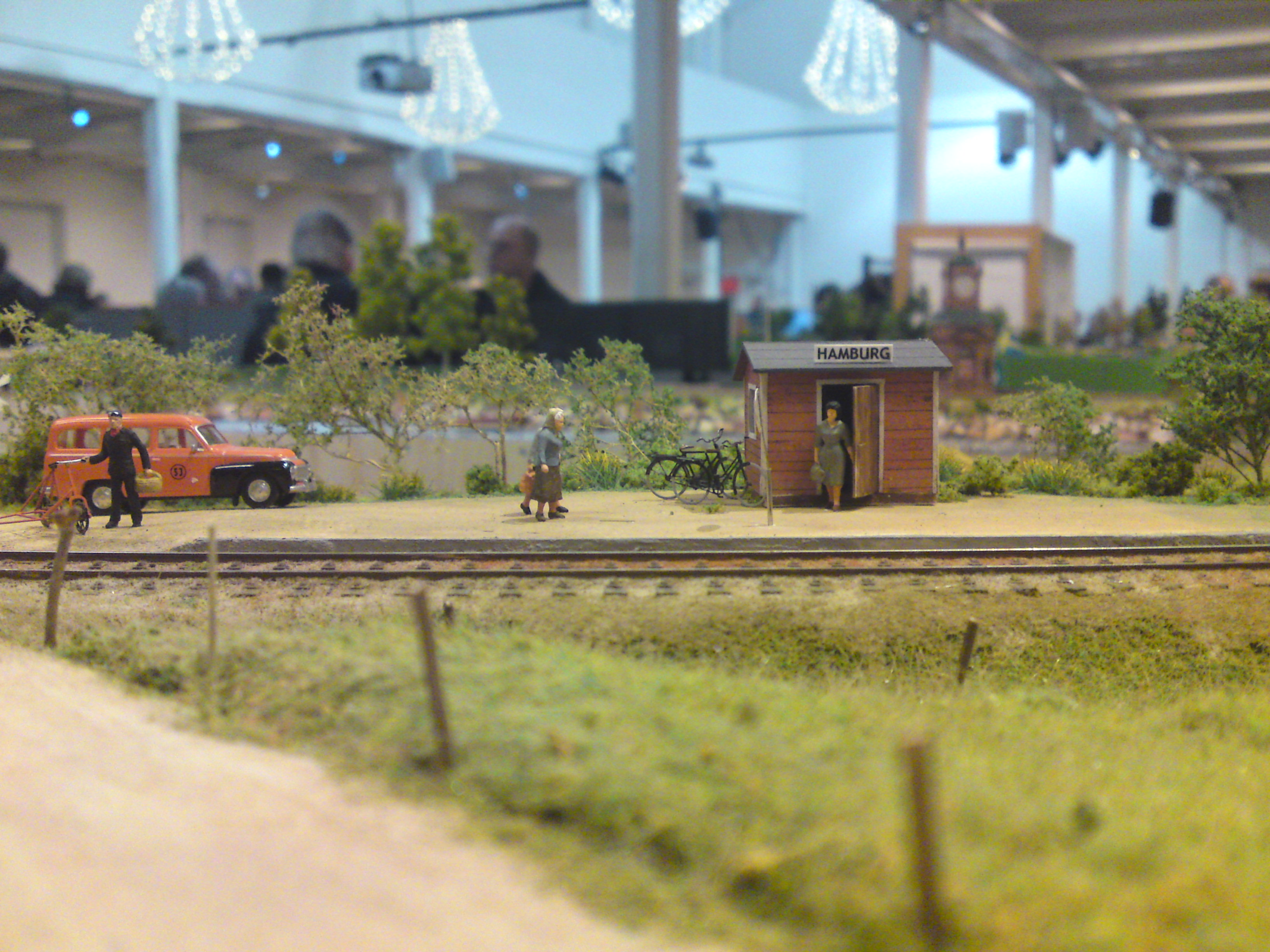
Mycket realistisk modell av Hamburgs hållplats i Valdemarsviks kommun i Östergötland. Förebilden för modellen låg ursprungligen på Vikbolandsbanan mellan Norrköpings östra och Valdemarsvik.

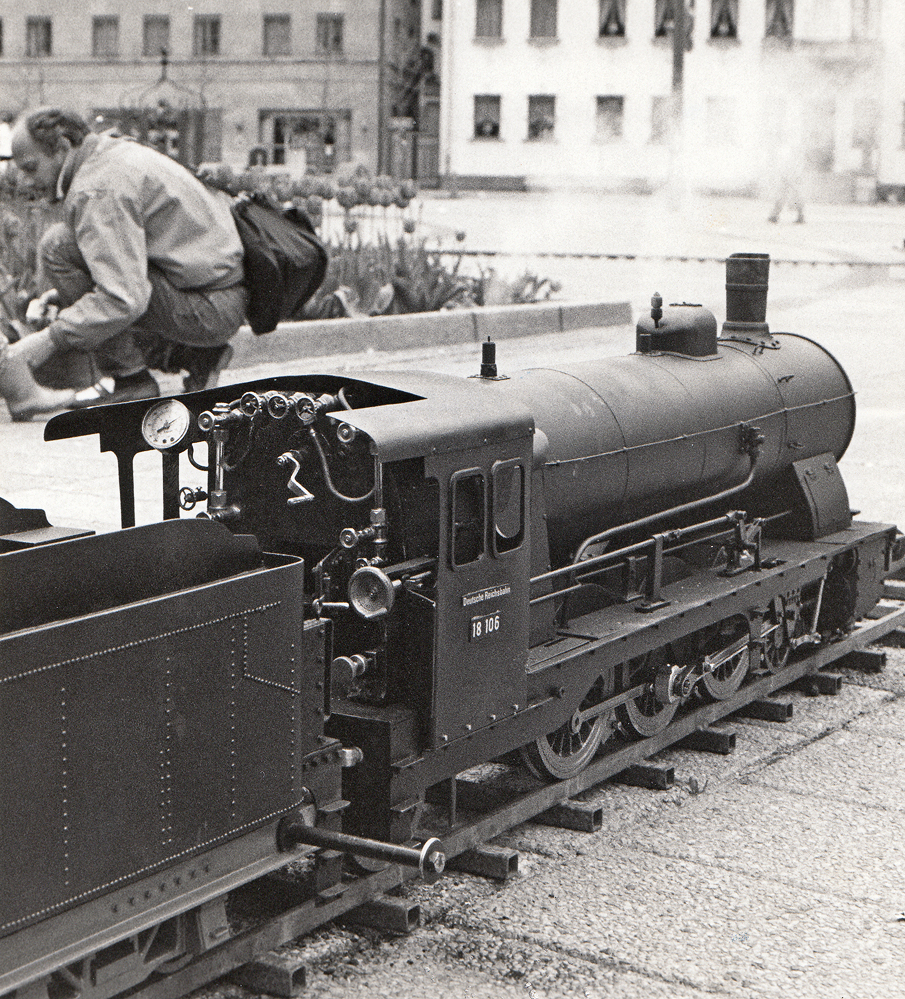
1:8 Live Steam Malmö 1987.

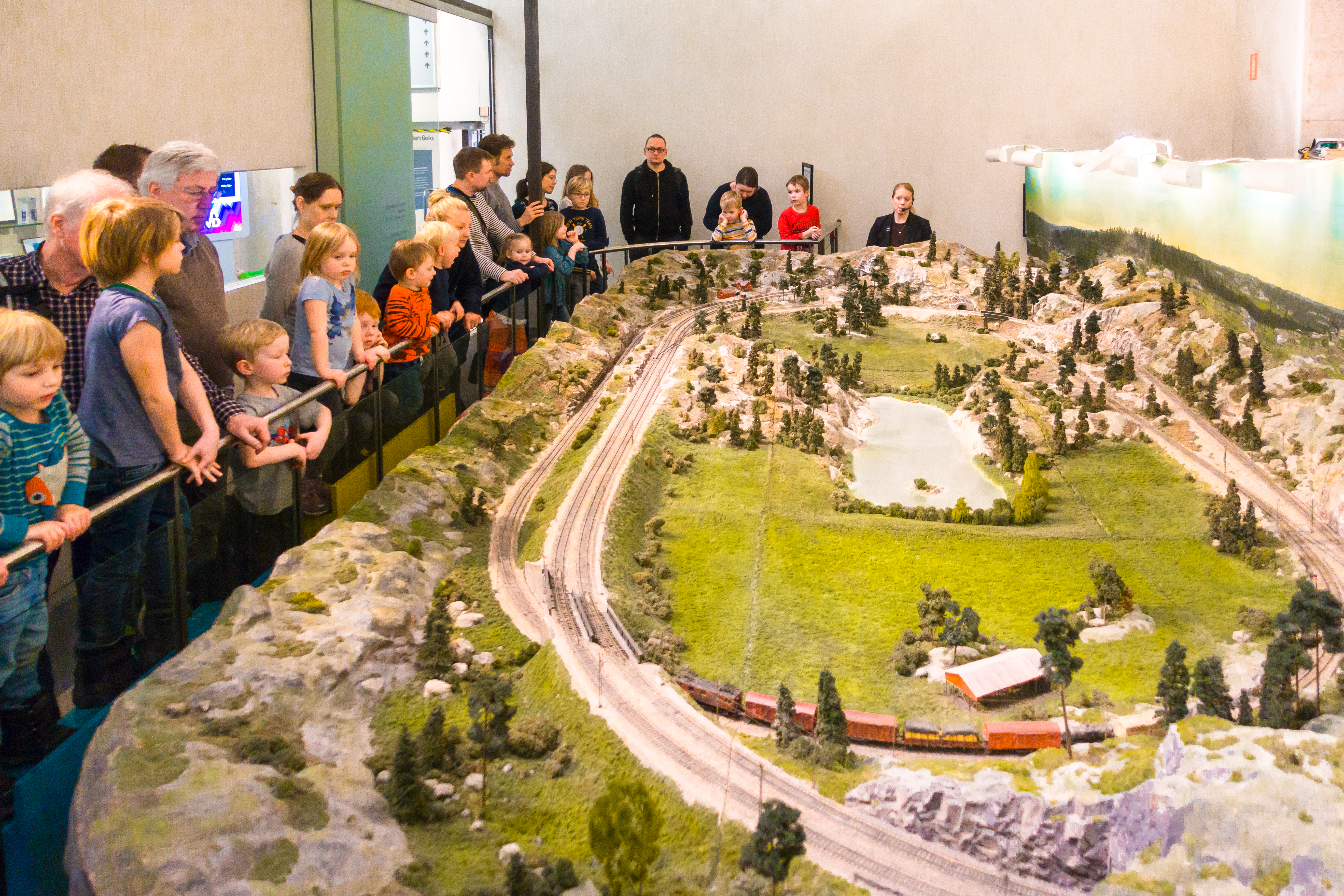
Tekniska museets modelljärnväg i Stockholm.

En modelljärnväg är en skalmodell av en järnväg med dess lok, järnvägsvagnar och räls i förminskad skala. För att betraktas som en modelljärnväg krävs att dessa lok och vagnar kan röra sig längs rälsen. I modelljärnvägen kan det också ingå modeller av stationshus, godsmagasin, lokstall med mera. Även det landskap som järnvägen löper igenom kan återges.
Modelljärnvägar var från 1800-talets slut en mekanisk leksak men har alltmer, framför allt från 1950-talet och framåt, blivit en hobby för vuxna.

## Realism
Det finns en stor spännvidd när det gäller realismen på olika modelljärnvägar: allt ifrån de modellrallare som tillfälligt bygger upp sin "tågbana" på golvet när de vill köra en stund till de som eftersträvar en mycket hög grad av förebildstrohet hos såväl lok och vagnar som i stationsmiljöer och landskapsbygge i övrigt. Den senare gruppen brukar lite retfullt kallas "niträknare" av dem som inte är lika ortodoxa, men kan å sin sida använda benämningar som "gladbyggare" om dem som bygger det som faller dem in, utan stora krav på överensstämmelse med något som finns i verkligheten.

## Skalor
Modelljärnvägar förekommer i olika skalor. Den vanligaste skalan är H0 ("H-noll") (skala 1:87).
De skalor som finns i kommersiell tillverkning är:
- G - 1:22,5 (spårvidd[2] 45 mm) (smalspår)
- 2 - 1:22,5 (spårvidd 64 mm)
- 1 - 1:32 (spårvidd[3] 45 mm)
- 0 - 1:45/1:48 (spårvidd 32 mm)
- 0n30 - 1:45 (spårvidd 16,5 mm)
- S - 1:64 (spårvidd 22,5 mm) (sällsynt, men finns i USA och i samband med smalspår)
- 00 - 1:76.2 (spårvidd 16,5 mm) (används huvudsakligen i Storbritannien)
- H0 - 1:87 (spårvidd 16,5 mm)
- H0n3 - 1:87 (spårvidd 10,5 mm) (smalspår)
- H0m - 1:87 (spårvidd 12,0 mm) (representerar smalspår med spårvidd 850-1250 mm)
- H0n3½ - 1:87 (spårvidd 12,0 mm) (samma som H0m, men används för att specifikt representera smalspår med spårvidd 1067 mm)
- H0e - 1:87 (spårvidd 9 mm) (smalspår)
- TT - 1:120 (spårvidd 12 mm)
- 000 - 1:148 (används huvudsakligen i Storbritannien
- N - 1:160 (spårvidd 9 mm)
- Nn3 - 1:160 (spårvidd 6,5 mm)
- Z - 1:220 (spårvidd 6,5 mm)
- T - 1:450 (spårvidd 3 mm)

### Smalspår
Utöver skalorna ovan finns ett antal kombinationer där skenor till en viss skala används till lok och vagnar i en annan skala för att skapa en modell av en smalspårig järnväg. Ett exempel är skalan H0 (1:87) där spårvidden normalt är 16,5 mm vilket stämmer bra med en normalspårig förebild, normalspår är spårvidd 1 435 mm och 16,5 mm * 87 = 1 435,5 mm. För att återge ett smalspår kan man använda skenor till TT-skalan vilka normalt har spårvidden 12 mm vilket i H0 motsvarar 1 044 mm, vilket ligger nära både spårvidd 1 000 mm och spårvidd 1 067 mm, två spårvidder som förekommer i verkligheten. Denna kombination brukar kallas H0m där m:et står för meterspår. Om man önskar smalare spår kan man använda skenor till N-skalan som normalt har spårvidd 9 mm. I skala H0 motsvarar detta 783 mm i verkligheten och kombinationen brukar kallas H0e där e:et står för tyska engspur.
Med ursprung i Amerika förekommer också modellspårvidden 10,5 mm som motsvarar 3 ft i verkligheten och därför benämns HOn3 (HO narrow 3 ft). Den motsvarar mycket väl även de svenska 3-fotsbanorna som har/hade spårvidd 891 mm, som Roslagsbanan och många andra (10,5*87=913). På motsvarande sätt betecknas andra smalspårsmodeller med exakta spårviddsmått i förhållande till verkligheten, till exempel On3, On2, HOn2, Sn2 osv.
En modelljärnvägsförening som heter MJf Smalspårsfrämjandet ger ut tidningen Smalspårigt som handlar om smalspåriga modelljärnvägar.

## Skentyper
Skala H0 är den med störst spridning, och här finns också flest tillverkare, vilket bland annat också resulterat i att det finns många olika skentyper. Till exempel finns skenor med eller utan banvall, i olika färger, med olika spårvidd och med olika skenprofil (i första hand är det höjden på själva rälsen som varierar). En del tillverkare har långa böjbara skenor, så kallade flexskenor, som ger en större frihet i modelljärnvägens utformning.
Även höjden på själva rälerna kan variera, och används för att efterlikna det faktum att man på riktiga järnvägar använder olika kraftig räls på olika typer av banor. Kraftigare räler används där påfrestningarna och slitaget är större (huvudbanor) medan klenare räler användas på bibanor och sidospår. I modellsammanhang anges rälhöjden i tusendels (amerikanska) tum, och benämns "Code". Till exempel benämns räls med höjden 0,083 tum för "Code 83". I skala H0 har Code 100 varit den vanligast förekommande, medan "niträknarna" vanligen anser att Code 83 och 70 är mer realistiskt. Även Code 55, och till och med 40, förekommer. I skala N används vanligtvis räls i Code 80, men även Code 55 och 40.

## Drivning och system

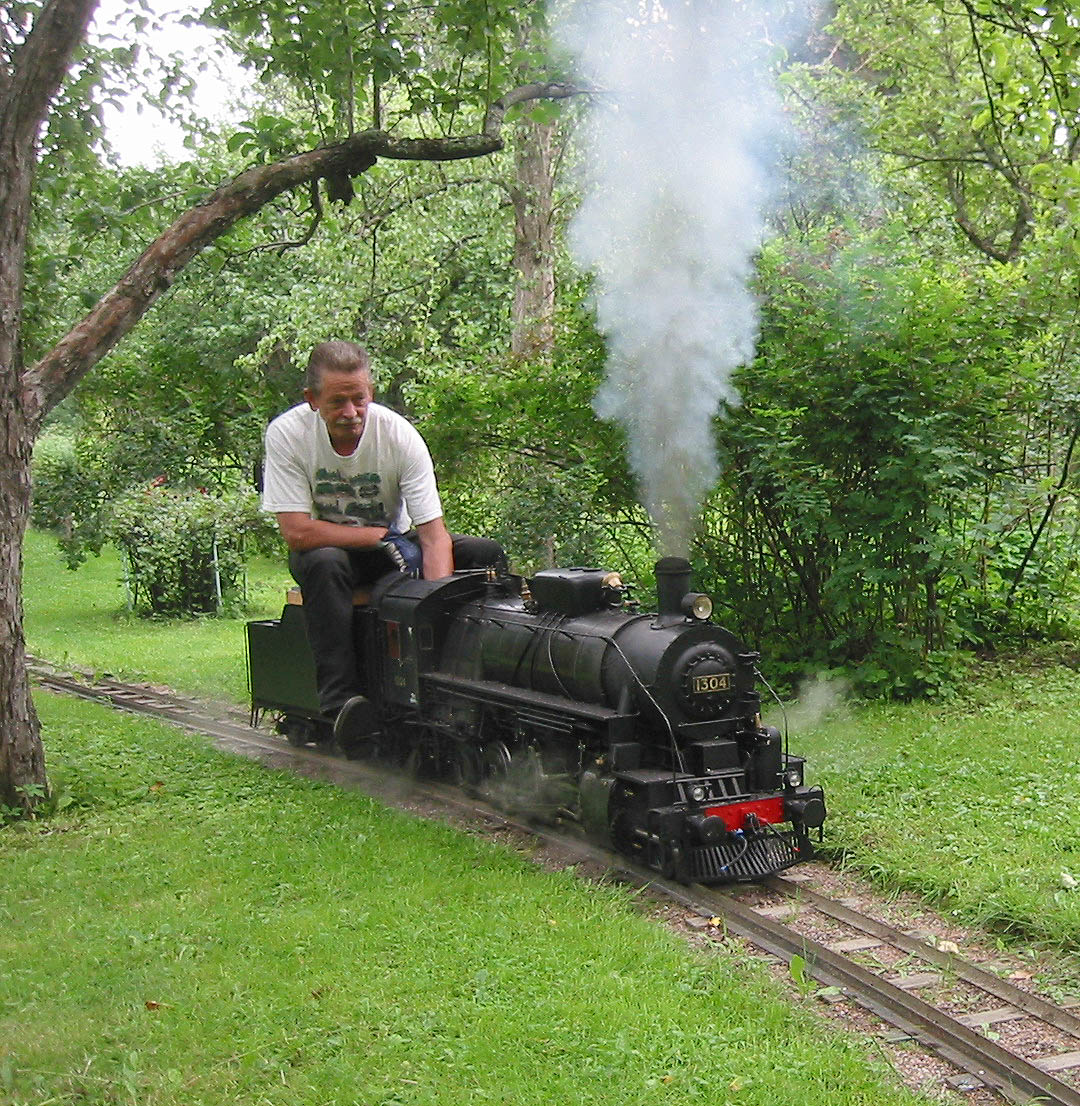
Ett finländskt live steam lokomotiv i skala 1:8.

De allra första modelltågen bestod av lok med urverksdrivning, men det ojämförligt vanligaste systemet är med en inbyggd motor i loket och strömmatning via rälsen. Det förekommer också batteridrivna tåg, till exempel en utveckling av de välkända Brio-tågsatserna, men dessa är dock snarare att betrakta som leksaker än modelltåg. Det finns även en variant av modelltåg som kallas live steam-tåg, där loken drivs med riktiga ångmaskiner.
Det finns två sätt att kategorisera elektriskt drivna modelljärnvägssystem; antalet räler i skenorna (tvåräls eller treräls) samt typ av ström (digital, analog likström eller analog växelström). Tidigare fanns endast analoga strömtyper, och hos de stora märkena fanns endast likström för tvåräls och växelspänning för treräls. Det är därför relativt vanligt (men oegentligt) att tala om likström digitalt när man menar tvåräls digitalt.

### Tvåräls eller treräls
Tvårälssystem användes vanligen i kombination med likström, medan trerälssystem användes för växelström. Men det är inte detta som är skillnaden, utan som namnet säger att tvårälssystemet använder endast två räler, medan trerälssystemet från början använde tre räler varav en i mitten. Denna mittledare är numera åtminstone i europeisk H0-skala ersatt med diskreta punktkontakter. Så någon tredje "räl" syns egentligen inte, men namnet lever kvar. Modelljärnvägstillverkaren Trix har tidigare använt sig av trerälssystem i kombination med likström, vilket gav möjlighet att köra två tåg oberoende av varandra på samma spår. Idag har nästan alla modelljärnvägsfabrikat, oavsett rälssystem, också möjligheten att köra digitalt.
I stället för att uteslutande använda sig av skenorna för strömdistribution kan man även använda sig av en fungerande kontaktledning, där en pol tas upp med hjälp av på taket placerade strömavtagare.
Val av rälssystem påverkar hur lätt det är att bygga vändslingor, hur bra strömupptagningen blir, samt hur man kan anordna kontaktgivare för att tågen automatiskt ska kunna påverka olika funktioner. Det vanliga trerälssystemet är symmetriskt, så vändslingor kan byggas utan problem, medan man för tvåräls måste anordna omkoppling av polerna vid vändning. Vid trerälssystem sker strömupptagning via en släpsko som släpar mot mittkontakter i rälsen; nackdelen är ett extra ljud, ökad friktion, det går tyngre då belysning i vagnarna fordrar en extra släpsko på var och en av dessa, samt att synintrycket blir lidande av både släpskorna och mittkontakterna. Fördelen är att man har dubbelt så många hjul för återledning av strömmen från loket vilket kan vara en fördel vid passage av växlar och kors om man har ett lok med få axlar. Med treräls kan man ordna kontaktgivare så att axlarna i ett tåg skapar kontakt mellan rälerna, eftersom endast en räl behövs för återledning.
Det finns även mer udda lösningar; det går med lite möda (växlarna!) bygga treräls så att både tvåräls- och treräls-lok kan trafikera; dock ej samtidigt.

### Strömtyp
Tidigare använde de flesta modelljärnvägsfabrikat likström för drivning av tågen. Tillverkaren Märklin har dock för H0-skalan alltid använt ett eget system med växelström och trerälsdrift, se ovan. Idag är det vanligt att tåg körs digitalt och även här finns flera system att välja på även om de elektriskt sett är mycket lika.

#### Analog likström

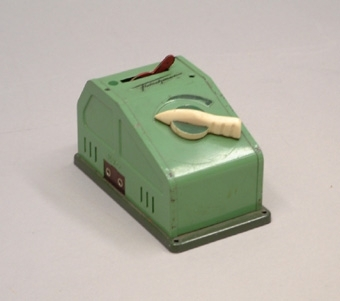
Fleischman likströmstransformator från 1950-talet.

I ett analogt system med tvårälsdrift matas en analog spänning ut i skenorna med en pol i varje räl. Strömupptagningen sker genom hjulen på vardera sidan som därför måste vara isolerade från varandra. Alla lok som står på ett givet spåravsnitt påverkas i samma utsträckning. För att kunna köra flera lok oberoende av varandra krävs att spåret indelas i sektioner som är elektriskt isolerade från varandra och matas separat. Som framgått ovan är det inget som hindrar att likström används även vid trerälsdrift, men är sällsynt
I ett analogt system är lokets hastighet beroende av spänningen, vilken kan ställas in (i H0 vanligen mellan 0 och 12 volt) med hjälp av ett köraggregat (ofta något felaktigt kallat för transformator). Tågets rörelseriktning beror på om spänningen är positiv eller negativ.
Viktigaste fördelen är att loken är mycket enkla; de innehåller oftast en direktkopplad likströmsmotor.

#### Analog växelström
Till rälsen matas istället en sinusformad växelspänning på 0-16 V. Spänningen avgör hastigheten, och riktningen bestäms av ett relä i loket. Omkastning av riktningen sker genom att ge en förhöjd spänning, 24V. Varje gång en sådan puls erhålles byter loket riktning. Förr hade loken ett mekaniskt relä och så kallad allströmsmotor, de gick alltså att köra även på likström, men till skillnad från likströmslok hade polariteten ingen betydelse. Nya lok avsedda för detta system har idag oftast en inbyggd elektronisk dekoder som tillåter digital körning, men också korrekt uppfattar en gammaldags analog signal och styr motorn på korrekt sätt. Växelström ända upp till nätspänning har historiskt använts med tvårälsdrift av flera tillverkare, inklusive The American Flyer i skala S (driftspänning 0–14V, omkastning 18V), men endast Märklins trerälssystem har överlevt till modern tid.

#### Digitalt system
I ett digitalt system är varje lok utrustat med en dekoder, med hjälp av vilken loket får en unik kod på banan. I stället för att mata ut en analog spänning, så matas en fyrkantsvåg med full spänning (i H0 vanligen cirka +/- 20 V) ut. Pulserna i denna fyrkantsvåg har olika längd, och kan därigenom tolkas som noll eller ett. Med hjälp av dessa digitala signaler kan dekodern identifiera vilka kommandon som är riktade till just det loket.
Inte enbart lokets hastighet kan ställas in med dessa digitala signaler utan även andra funktioner som till exempel ljud- och ljuseffekter. Mer avancerade system tillåter även kommandon för att simulera tröghet vid acceleration och inbromsning.
Med denna teknik går det att köra ett stort antal lok oberoende av varandra med gemensam strömmatning. Begränsningen i antalet lok eller tåg i samtidigt rörelse, sitter normalt i hårdvaran eller i antalet lokförare och storleken på tåganläggningen. Även om du kan köra ex. 99 lok samtidigt i teorin, så blir det praktiskt komplicerat utan en stor anläggning och med någon form av datorstyrning.
Vid digital körning finns flera system att välja på. Viktigaste skillnaden är hur växlingarna mellan pulserna ovan ska tolkas, det så kallade rälsprotokollet.
Ett standardiserat sådant protokoll finns, Digital Command Control (DCC) som specificerats av NMRA. Ett annat är det så kallade Motorolaprotokollet som i 20 års tid levererats av Märklin. Fler protokoll finns som alternativ, till exempel mfx (Märklin), Selectrix (Trix), och FMZ (Fleischmann).

##### Datorstyrning
Med ett digitalt system underlättas användningen av en dator som ett komplement till styrningen av de enskilda tågen. Med datorns hjälp kan såväl tåg som växlar och andra funktioner styras. Vanligen kan datorerna ge dig stöd i 3 nivår:[källa behövs]
1. En grafisk spårplan. Du ser anläggningens spårlayout utritad på datorskärmen och kan då styra växlar, avkopplingsskenor och vändskiva via styrprogrammets manöverpanel.
2. Manuell tågkörning med förregling. Du kör tågen manuellt via handkontroller kopplade till datorn, eller via styrprogrammets reglage. Programmet låter dig köra men bara under de trafikregler som gäller. Exempelvis kommer du inte att kunna passera en röd stoppsignal för att köra in på ett spår där det redan står ett tåg.
3. Automatisk trafik. Datorn styr såväl säkerhet och förregling (se punkt 2) som själva trafiken. Det kan ske slumpvis eller i ett program.

De flesta visningsanläggningarna har någon form av datorstyrning enligt punkt 1 eller punkt 2. Ett svenskt undantag är Uno Miltons modelljärnväg på Tekniska museet som är analogt styrd med egenkonstruerade reläer och styrmekanik.
En svensk pionjär inom datorstyrning var Rutger Friberg som skrev engelska (amerikanska) och svenska böcker om ämnet. Friberg har tilldelats den tyska modelljärnvägstidningen ModellEisenBahners pris "Das Goldene Gleis".

## Tidsåldrar
Olika modellrallare väljer olika finkornighet vad gäller vilken tidsperiod de önskar modellera. Här finns allt från de som använder sig av rullande materiel från vitt skilda epoker till de som modellerar ett specifikt år eller rent av en specifik dag. En vanligt förekommande kompromiss är att gruppera rullande material i olika epoker. De mest spridda epokdefinitionerna är baserade på tysk järnvägshistorik, men används numera även utanför Tyskland, då ofta med smärre justeringar i gränsdragningarna för att bättre passa modellrallarens behov.[källa behövs]
De definierade epokerna är:
- epok I =1835–1920 (självständiga delstatsjärnvägar i Tyskland)
- epok II =1920–1945 (Deutsche Reichsbahn)
- epok III =1945–1970 (Deutsche Bundesbahn)
- epok IV =1970–1990 (Tåg samtida med epokstandardiseringen)
- epok V =1990–2006. (Deutsche Bahn (efter Tysklands enande) och Die Bahn (idag))
- epok VI =2006 till idag

## Moduler
En social form av modellrallande är "modulrallande". Då bygger man mindre modelljärnvägsmoduler som sedan kopplas ihop till större anläggningar vid olika sammankomster. En typisk modul kan enkelt beskrivas som en rektangulär skiva där ett eller två spår löper från kortsida till kortsida. Det finns (tyvärr) flera olika standarder för hur modulerna får se ut men de flesta innehåller bara specifikationer för spåravstånd och liknande vid modulens kortsidor. I övrigt brukar modulen få utformas fritt med kurvor, tunnlar, bebyggelse, och så vidare. Resultatet blir därför ett väldigt varierande landskap och i princip uppstår en helt unik modelljärnväg vid varje sammankomst beroende på vilka moduler som ingår.
I Sverige finns flera föreningar, som FNISS, FREMO, MMM
 och Modulsyd.

## Modelljärnvägstillverkare i urval
- Bachmann Industries
- Fleischmann
- Hornby
- Jouef
- Liliput
- Lima
- Märklin
- Piko
- Roco
- Trix
- Faller

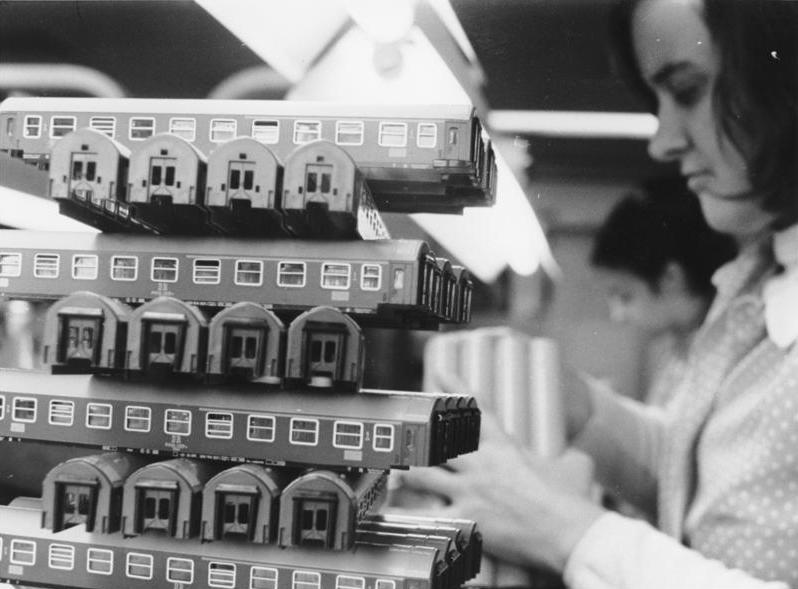
Tillverkning av modelljärnvägsvagnar hos den östtyska tillverkaren Zeuke & Wegwerth 1971

Det finns även flera småskaliga svenska tillverkare, bland andra Brimalm (Vadstena), Jeco (Stockholm), Perlmodell (Stockholm), Rimbo Grande (Stockholm), Swedtram (spårvagnar) (Göteborg) och SV&LV (Skultorp) . Tidigare fanns även Västerås Vagnagentur (Västerås/Skövde) och LBSC (Lund).

## Anläggningar öppna för allmänheten

### Sverige
- Miniature Kingdom i Kungsör, en modelljärnväg som är uppbyggd i en miniatyrvärld, vilken är inspirerad av Sveriges landskap
- Modelljärnvägens hus utanför Uppsala, ett antal olika modelljärnvägsutställningar av fiktiva platser
- Hässleholms modelljärnväg, vilken återger Hässleholm och kringliggande orter som de såg ut på 1960-talet, en föreningsdriven anläggning
- Eslövs Leksaksmuseum, vilken utöver modelljärnväg (300 m²) visar Barbiedockor, Lego, leksaksbilar och populära plastleksaker med motiv från film eller TV.
- Minivärlden Ljungby, som drivs av en förening med bas i en anläggning som byggdes av en provinsialläkare i Ljungby under decennier.
- Leksaksmuseet i Saltsjöbaden, en stor N-skaleanläggning som drivs av järnvägssällskapet.
- Äventyrslandet i Halmstad, tidigare Miniland. Sveriges första och största modellpark utomhus.

### Utanför Sverige
- Miniatur Wunderland i Hamburg i Tyskland
- Legoland-parkerna har utomhusanläggningar med modelltåg, byggda i LEGO-klotsar.